# Episodi di The Detour (prima stagione)
La prima stagione della serie televisiva The Detour, composta da 10 episodi, è stata trasmessa negli Stati Uniti per la prima volta dall'emittente TBS dall'11 aprile al 30 maggio 2016.
In Italia, la stagione è andata in onda in prima visione sul canale pay Joi dal 10 marzo al 12 maggio 2017.
| nº | Titolo originale | Titolo italiano | Prima TV USA   | Prima TV Italia |
| -- | ---------------- | --------------- | -------------- | --------------- |
| 1  | The Pilot        | Si parte        | 11 aprile 2016 | 10 marzo 2017   |
| 2  | The Hotel        | L'hotel         | 11 aprile 2016 | 17 marzo 2017   |
| 3  | The Tank         | L'etilometro    | 18 aprile 2016 | 24 marzo 2017   |
| 4  | The Restaurant   | Il ristorante   | 25 aprile 2016 | 31 marzo 2017   |
| 5  | The B & B        | Il B&B          | 2 maggio 2016  | 7 aprile 2017   |
| 6  | The Wedding      | Il matrimonio   | 9 maggio 2016  | 14 aprile 2017  |
| 7  | The Road         | La strada       | 16 maggio 2016 | 21 aprile 2017  |
| 8  | The Drop         | La consegna     | 23 maggio 2016 | 28 aprile 2017  |
| 9  | The Track        | La pista        | 30 maggio 2016 | 5 maggio 2017   |
| 10 | The Beach        | La spiaggia     | 30 maggio 2016 | 12 maggio 2017  |

## Si parte
- Titolo originale: The Pilot
- Diretto da: Steve Pink
- Scritto da: Jason Jones e Samantha Bee

### Trama
- Guest star: Phil Reeves (Gene), Mindy Sterling (Bev), Kimrie Lewis (Cinnamon), Ned Bellamy (Jerry), Terence Rosemore (buttafuori), Richard Fullerton (Pete), Katie Gunderson (Vagandrea), Marty Wayne Ray (Burly Trucker), Thomas Blake, Jr. (cacciatore)

## L'hotel
- Titolo originale: The Hotel
- Diretto da: Steve Pink
- Scritto da: Jason Jones

### Trama
- Guest star: Phil Reeves (Gene), Judge Reinhold (Davey), Rebecca Koon (madre di Nate), Mary Kraft (Shelly), Fletcher Jones (Nate da ragazzo), Jonathan D. Williams (Paul), Colby Boothman (Barney), Jasmine Kaur (Tammy), William Ngo (giocatore), Tommy Futch (uomo in carrozzina), Yash Pal Pahwa (l'"amico" della madre di Nate)

## L'etilometro
- Titolo originale: The Tank
- Diretto da: Steve Pink
- Scritto da: Mike Beaver

## Il ristorante
- Titolo originale: The Restaurant
- Diretto da: Brennan Shroff
- Scritto da: Jason Jones

## Il B&B
- Titolo originale: The B & B
- Diretto da: Jeff Tomsic
- Scritto da: Samantha Bee

## Il matrimonio
- Titolo originale: The Wedding
- Diretto da: Jeff Tomsic
- Scritto da: Neena Beber

## La strada
- Titolo originale: The Road
- Diretto da: Jason Jones
- Scritto da: Jason Jones

## La consegna
- Titolo originale: The Drop
- Diretto da: Joe Kessler
- Scritto da: Chad Carter

## La pista
- Titolo originale: The Track
- Diretto da: Jeff Tomsic
- Scritto da: Brennan Shroff

## La spiaggia
- Titolo originale: The Beach
- Diretto da: Jeff Tomsic
- Scritto da: Mike Beaver e Jason Jones